# Штейнбук, Белла
Штейнбук, Белла (ивр. בלה שטיינבוק‎ англ. Bella Shteinbuk; род. 31.03.1960 в Беларуси) — израильская пианистка и педагог.

## Биография
Родилась в Бобруйске. Её мать была учительницей, а отец Г. И. Штейнбук, отмеченный медалью и грамотой Спорткомитета БССР, был футбольным и хоккейным тренером в Белоруссии известных клубов ФК Белшина Бобруйск и Шинник Бобруйск.Белла Начала играть на фортепиано в возрасте 4-х лет. По окончании Белорусской государственной академии музыки вошла в состав ансамбля солистов «Классик-авангард», с которым гастролировала в Польше, Болгарии, Германии, Финляндии и Японии.
В 1994 году Белла Штейнбук переезжает в Израиль и активно включается в музыкальную жизнь страны. С 1995 года она начинает преподавать в консерватории Кфар-Сава, концертировать как солистка, концертмейстер и камерный ансамблист (в частности, в составе «Stark Trio» из Торонто, Канада). В 2004—2005 годах принимает участие в проекте «Три израильских тенора» в Майами, штат Флорида (США), выступает в Glenn Gould Studio в финале European Union Film Festival в Торонто, а также, в 2006 году в Christopher Summer Festival в Вильнюсе совместно со скрипачом Александром Старком. С 2004 года Белла Штейнбук сотрудничает с ансамблем Bellamiya, с которым успешно участвует в международном фестивале в Мексике в 2008 году. В декабре 2010 года состоялись три концерта пианистки в Нью-Йорке совместно с певцом Амирам Змани, в марте 2011 года — сольный концерт с британской скрипачкой Хлоей Хэнслип в рамках VI Фестиваля камерной музыки в Эйлате.
В 2011 году Штейнбук была номинирована на звание «Человек года» в Ришон-ле-Цион.

## Карьера
- 1989, Международный фестивале в Витебске имени Соллертинского.
- 1991, Хельсинки, Финляндия — фестиваль современной музыки.
- 1992, Гельзенкирхен, Германия — III Гайда Форум — фестиваль новой музыки.
- 1992, Львов, Украина — III Международный музыкальный фестиваль искусств «Виртуозы».
- 1992, Падуя, Италия — Bienale.
- 1992, Венеция, Италия — Bienale.
- 1992—1994, Минск, Беларусь — древний белорусский музыкальный фестиваль «Возрождение белорусской капеллы».
- 1993, Бонн, Германия — Боннер Лето-93, Международный музыкальный фестиваль.
- 1993, Калининград, Россия — XIII Международный фестиваль искусств «Янтарное ожерелье».
- 1993, Кишинёв, Молдавия — новый фестиваль «Музыка».
- 1993, Кудова-Здруй, Польша — XXXII Festiwal Moniuszkowski.
- 1993, Минск — Варшава — Гданьск — польско-белорусские музыкальные встречи Минск-Варшава-Гданьск
- 1993, Вильнюс, Литва — III Балтийский музыкальный фестиваль.
- 1994, Берлин, Германия — Kreuzberger Hofkonzerte Im Podewil